# Serge Raynaud de la Ferrière
Serge Raynaud de la Ferrière (Paris, 19 de janeiro de 1916 — Nice, 27 de dezembro de 1962) foi um filósofo, psicólogo, engenheiro, arquiteto, lingüista, pintor, astrólogo, escritor, doutor em medicina natural, cosmobiólogo, cientista, professor francês, e fundador da Grande Fraternidade Universal, uma organização cultural mundial com ramificações em mais de 22 países.

## Sua vida e educação
Em tenra idade já demonstrava uma alta intelectualidade e habilidades inatas em suas pesquisas para-científicas. Em 1928 aos doze anos de idade ele recebeu o prêmio Ernest Rousille como o melhor estudante europeu. Aos catorze anos, ele estava completamente absorvido por seus estudos universitários. Em 1935, aos dezenove anos de idade, graduou-se em dois cursos: Engenharia e Arquitetura. Ele demonstrava um interesse em psicologia, e começou a investigar o relacionamento do homem com o universo, culturas antigas, lingüística, filosofia, medicina, teologia, parapsicologia, e estudos metafísicos. Dr. De la Ferrière também estudou esoterismo. Com a idade de vinte anos ele começou a se interessar por ioga. Já com 21 anos, em 1937 ele ganhou o doutorado em Filosofia Hermética em Londres e no ano seguinte em Ciência Universal em Amsterdam.
Durante a Segunda Guerra Mundial, ele retornou à França e trabalhando como psicólogo começou suas pesquisas em ciências da astronomia e astrologia.

## A Grande Fraternidade Universal
Todavia, a Yoga continuava persistindo como o ponto central do seu interesse. Então, sem descartar suas responsabilidades, atividades públicas, ou investigações científicas, ele moderadamente começou a participar de várias iniciações dentro da Ciência dos Grandes Rishis da Índia e Tibete, e os Yogis desta antiga tradição.
1944 - 1947, ele organizou associações científicas e deu muitas conferências onde comentava sobre suas avançadas teorias.
Em 1946, obteve o grau de Doutor em Medicina Natural. Durante o mesmo ano como Presidente da Federação Internacional das Sociedades Científicas, ele pediu ao governo francês para financiar uma expedição de pesquisa às antigas civilizações da América do Sul e devido ao fato de os políticos não se mostrarem favoráveis naquele tempo, ele teve seu pedido negado.
Em Fevereiro de 1947, ele estabeleceu a Organização Mundial de Cosmobiologia.
Em 12 de Novembro de 1947, Dr. Serge deixou a Europa e viajou para o continente Americano. Ele chegou a Nova Iorque e estabeleceu o primeiro centro da Grande Fraternidade Universal. O lema da Grande Fraternidade Universal é a Tolerância, Verdade e Paz. Depois de passar pela Guatemala, ele chegou a Caracas - Venezuela, em 17 de Janeiro de 1948, com o objetivo de fazer a sede principal da Instituição.
Uma vez que o Centro de Caracas está estabelecido, Dr. Serge encontra um lindo lugar em El Limón - Maracay, no estado de Arágua - Venezuela, onde ele decide construir um Ashram (retiro espiritual). Aqui ele irá oferecer uma educação gratuita para o público, o que inclui o estudo e a prática dos antigos ensinamentos tradicionais com o propósito de desenvolvimento espiritual, artístico e mental. Ele também estabelece um Colégio Iniciático, Centro Esotérico e Centro de Estudos livre de pagamentos, também um Centro de Meditação e um Instituto de Yoga.
Depois de uma estada ininterrupta de 17 meses na Venezuela, em 1949 ele viaja para Nova Iorque para presidir a Conferência Internacional da Paz celebrada no mês de Junho. De lá ele parte para Ásia através de Bruxelas e França.

## Iniciações
Em 13 de Abril de 1950, em Hardward - Índia, ele participou do Ardh Kumbh Mela, uma peregrinação que ocorre a cada 12 anos onde todos os homens santos, rishis e sadhus se reúnem junto com seus seguidores esperando reconectarem-se e fortalecerem-se em sua essência. Aqui ele recebeu o nome de Mahatma Chandra Bala Guruji.
Na Maçonaria, foi Soberano Grande Inspetor, 33° grau, e Venerável Mestre.
Ele continua sua peregrinação para o Tibete, onde recebe o nome de Tdashi Sis-Sgan Cakya Rimpochech, alcançando, na lua cheia de Maio do mesmo ano, o quase inacessível cume do Monte Kailas. Depois ele visita os Himalayas, viaja através de Burma, Sião e outros países do longínquo Leste e vai parar na Austrália. Ele estabelece um Centro na Argélia – África, durante este tempo ele registra a Grande Fraternidade Universal, Fundação Dr. Serge Raynaud de la Ferrière com as Nações Unidas.
Ele visita 43 países estabelecendo a Grande Fraternidade Universal e seus ramos de Centros de Estudos de Sabedoria Universal, Ashrams, Colégios Iniciáticos, Institutos de Aperfeiçoamento, Institutos de Yoga, Serviços Sociais, etc., enquanto faz mais de 2.500 palestras e workshops em Universidades, Faculdades de Medicina, Rotary Clubes, Cruz Vermelha, Aliança Francesa, Centro Cultural, Escolas Públicas, Igrejas, Francomaçonaria, Templos, Capelas Rosacruzes e também Capítulos da Sociedade Teosófica.
Dr. Serge Raynaud de la Ferrière foi aceito e recebido em todo lugar com entusiasmo. Ele apresentava um ensinamento claro e equilibrado, tanto científico e metafísico, sem predominância de orientalismo ou ocidentalismo. Seus ensinamentos são muitos e variados, por exemplo: Budismo, A Bíblia, Filosofia, Ontologia, Geofísica, Cosmobiologia, Meta-Astronomia, Medicina, Ciência Hermética. Universidades e Sociedades conferiram a ele títulos e honrarias, e cientistas em todo lugar aderiram às suas teorias.
Uma vez retornando à Europa, ele deixa de usar suas vestiduras brancas que costumava usar durante suas palestras públicas e atividades e reuniões entre todos. Ele fixa-se em Nice, França nos Alpes Marítimos Franceses, onde ninguém pode reconhecê-lo, e começa a escrever os Propósitos Psicológicos, Volumes 1 até 36, e suas 61 cartas circulares, (até esse ponto ele já havia escrito os livros: As Grandes Mensagens, Yug, Yoga Yoguismo, Arte na Nova Era, e O Livro Negro da Franco Maçonaria, negro significando a cor da pólvora explosiva).

## Referência bibliográfica
- González, O. La Aurora de Una Nueva Era.  Ed. GFU, Caracas; 1972
- Álvarez, A. El Maestre – Cronobiografia. México, D.F; 1988
- Alcalde. C. L.  Movimientos Religiosos Libres. Editorial    Concytec, Lima; 1988. Uma cópia está na biblioteca P. Felipe MacGregor, da Universidad Antonio Ruiz de Montoya, Peru: [ligação inativa]
- Raynaud, L.B. de. Los Falsos Maestros, Mi Vida con SRF. Caracas; 1991. Este livro pode ser baixado gratuitamente aqui: www.4shared.com/file/kGKyU-OP/Serge_Raynaud_de_la_Ferriere_E.html
- Torres. C.  El Maestre. Ed. Moreno-Troya. Guayaquil; 2006
- «Serge Raynaud de La Ferrière» (em espanhol)
- «Serge Raynaud de La Ferrière X Pamela Siegel, Alcalde y Louise de la Ferriere» (PDF) (em espanhol)